# Bitola
Bitola o Bítola (macedònic Битола) és un municipi de Macedònia del Nord, que constitueix una de les divisions administratives del país. El municipi té una població (2010) de 122.173 habitants i la ciutat està propera als cent mil habitants.

## Nom
Bitola ha tingut diversos noms al llarg de la seva història. El nom actual en macedònic Битола (Bitola) prové de l'eslau antic Obitel (monastir), raó per la qual el seu nom oficial fou Manastır o Monastir (durant la dominació otomana). El nom de la ciutat en altres llengües és: aromanès: Bituli, grec: Μοναστήρι (Monastiri), albanès: Manastiri i turc: Manastır, búlgar: Битоля, serbi: Bitolj. Durant el domini otomà la ciutat es deia Monastir i quan Sèrbia va obtenir la ciutat després de la Primera Guerra Balcànica (1913), fou rebatejada com a Bitolj. Està situada a l'antiga població d'Heraclea Lyncestis.

## Geografia
Es troba on els contraforts del mont Pelister de 2.601 metres arriben a la plana de Pelagònia, una de les poques planes de Macedònia del Nord. El municipi té 422 km². La distància fins a la frontera grega és de només 15 km. La ciutat mateix ocupa 24 km² i el 2002 tenia 74.550 habitants mentre la municipalitat en tenia 95.385. Situada a una altura d'entre 600 i 700 metres, té alguns turons a la rodalia entre els quals el més alt, Kale, té una alçada de 890 metres. Creua la municipalitat el riu Dragor que neix als monts Baba i s'uneix al Crna Reka à l'est de la vila. El Crna Reka desaigua al Vàrdar, el principal riu de la república.

## Demografia
La ciutat comptava el 2002 amb 74.550 habitants i la municipalitat amb 95.385, sent la composició ètnica de la ciutat:
- Macedonis - 66.038 (88,58%)
- Romanís - 2.577 (3,46%)
- Albanesos - 2.360 (3,17%)
- Turcs - 1.562 (2,10%)
- Aromanesos - 997 (1,34%)
- Serbis - 499 (0,66%)
- Bosnians - 20 (0,02%)
- Altres - 497 (0,67%)

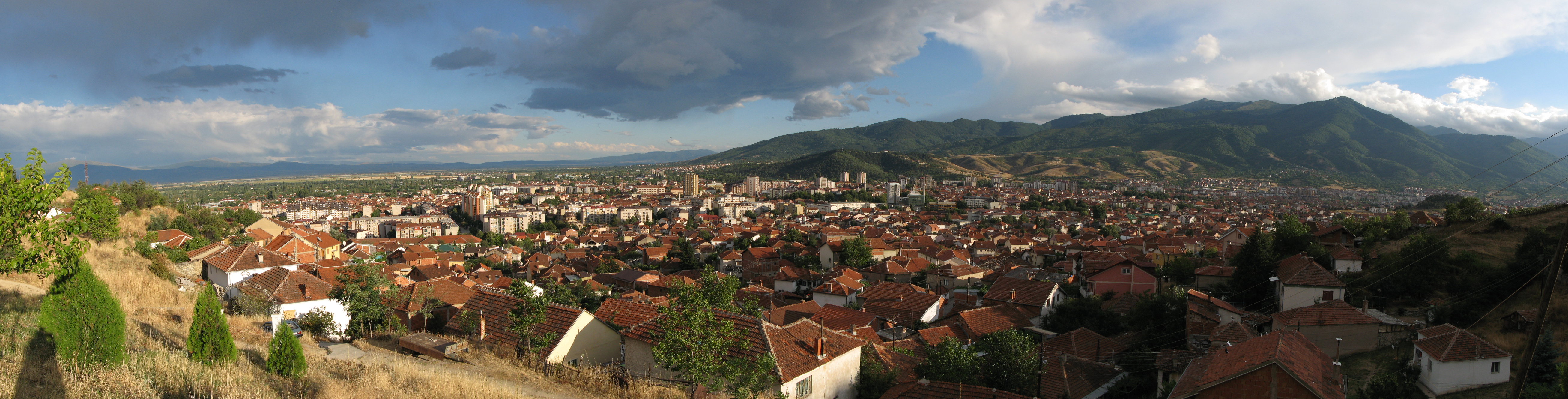
Panorama

La composició ètnica de la municipalitat és:
- Macedonis - 84.616 (88,70%)
- Albanesos - 4 164 (4,36%)
- Romanís - 2 613 (2,73%)
- Turcs - 1 610 (1,69%)
- Aromanesos - 1.270 (1,34%)
- Serbis - 541 (0,57%)
- Bosnians - 21 (0,03%)
- Altres - 550 (0,58%)

## Història
S'hi han trobat algunes restes prehistòriques, especialment a Veluška Tumba i Bara, prop del poble de Porodin. De l'edat del coure també hi ha restes a Tumba, prop del poble de Crnobuki; Šuplevec, prop del poble de Suvodol, i Visok Rid, prop del poble de Bukri. L'edat del bronze està representada per les restes de Tumba, prop del poble de Kanino, i unes altres prop del poble de Karamani. S'han trobat restes de l'edat del ferro a la necròpolis de Crkvište, prop del poble de Beranci. Una arracada del segle iv aC apareix als bitllets de 10 denars emesos el 1996.
Al lloc hi va haver l'antiga Heraclea Lincestis. A l'època romana d'Orient (segles IV a VI) fou centre episcopal i alguns dels seus bisbes apareixen esmentats a les actes dels concilis, incloent al bisbe Evagrius d'Heraclea a les actes del concili de Sàrdica del 343. El bisbe residia a una basílica gran, propera a una de petita; una basílica funerària estava prop de la necròpolis i de les tres es conserven restes. Tres naus de la gran basílica estan cobertes de mosaics de figures florals ricament treballades i iconografia figurativa; estan molt ben conservats i són considerats com els millors exemples del primer art cristià d'aquell temps. Es coneixen alguns altres nom de bisbes locals. La ciutat fou saquejada pels ostrogots de Teodoric el Gran el 472, i tot i que el bisbe de la ciutat li va oferir un gran regal, la va tornar a saquejar el 479. Fou després restaurada al segle v. Al segle vi va patir atacs dels eslaus i fou gradualment abandonada.
Als segles vi i vii la regió va experiment un canvi demogràfic amb l'arribada de més i més eslaus que es van establir a la zona. Al lloc del teatre abandonat es van construir en aquest temps algunes cases. Els eslaus també van construir una fortalesa a la vora del seu establiment. Bitola fou conquerida pel primer imperi búlgar del que fou part del segle viii al XI. El cristianisme fou propagat per sant Climent d'Ocrida i sant Naüm de Preslav al segle ix i començament del X. A la ciutat es van construir diversos monestirs i esglésies.
Al segle x la ciutat estava governada pel tsar Samuel de Bulgària que hi va construir un castell, després utilitzat pel seu successor Gavril Radomir de Bulgària. La ciutat és esmentada en diverses fonts medievals. La crònica de Joan Skylitzes del segle xi esmenta que l'emperador Basili II va cremar els castells de Gavril a Bitola, quan va passar per la zona i va arrasar Pelagònia. El segon crisòbul (1019) de Basili II esmenta que el bisbe de Bitola depenia de l'arquebisbat búlgar d'Ocrida. Durant el regnat de Samuel, la ciutat fou un important centre de l'estat búlgar i seu del bisbat de Bitola. En moltes fonts occidentals medievals el nom de Pelagònia és sinònim de bisbat de Bitola, i en algunes Bitola és esmentada encara com Heraclea degut a la tradició eclesiàstica que va convertir el bisbat d'Heraclea en la diòcesi de Pelagònia. El 1015, el tsar Gavril Radomir fou assassinat pel seu cosí Ivan Vladislav, que es va proclamar tsar i va restaurar la fortalesa; per celebrar el fet una placa de pedra escrita en ciríl·lic es va posar a la fortalesa i el nom eslau de la ciutat és esmentat com Bitol.
En les següents guerres del tsar Ivan Vladislav, l'emperador grec Basili II va reconquerir Bitola el 1015. La ciutat és esmentada com centre episcopal el 1019. Dues importants revoltes contra els romans d'Orient es van produir a la zona de Bitola el 1040 i 1072. Quan l'estat búlgar fou restaurat al final del segle xi, Bitola va quedar sota el govern del tsar Kaloian de Bulgària. Fou conquerida altre cop per l'Imperi Romà d'Orient al final del segle xii però va esdevenir part de Sèrbia a la primera meitat del segle xiv, conquerida per Esteve Dušan.
Com a centre polític, militar i cultural, Bitola va tenir un paper destacat a la vida social de la regió abans de la conquesta otomana a la meitat del segle xiv. Poc abans de la conquesta turca, Bitola (Monastir en turc otomà, modern Manastır) va experimentar un gran creixement amb els seus ben establerts contactes comercials sobre tota la península dels Balcans, especialment amb els grans centres econòmics com Constantinoble, Tessalònica, Ragusa i Tirnovo. Caravanes de diferents orígens passaven d'anada o tornada per Bitola.
El 1382 va passar als otomans i va restar turca fins al 1912, amb el nom de Monastir o Manastır. Quan van arribar els otomans es van lliurar ferotges batalles prop de la ciutat. El poder otomà es va consolidar a la mort del príncep Marko el 1395. Durant segles els turcs foren majoria a la ciutat mentre els pobles de la rodalia eren poblats generalment per eslaus. Evliya Çelebi diu al seu llibre sobre viatges que la ciutat tenia 70 mesquites, diversos salons de te o cafè, un basar amb portes de ferro i 900 tendes. Manastır fou capital d'una wilaya els governadors del qual hi residiren a partir de la meitat del segle xviii, i després un sandjak, i el centre de l'eyalat de Rumèlia, creat el 1836. El 1864 fou erigida en capital de wilayat en la nova organització administrativa, confirmat el 1879, que incloïa els sandjaks de Debre, Serfiçe, Elbasan, Manastır (Bitola) i Görice i les ciutats de Kırcaova, Pirlepe, Florina, Kesriye i Grevena. Després de les guerres austro-otomanes (la segona del 1683 al 1699 va acabar amb la derrota turca) la ciutat que ja havia perdut bona part del seu comerç, va entrar en decadència i la població al segle xviii era de només 12.000 habitants, però al segle xix va retornar a ser la segona ciutat més gran de la regió del sud dels Balcans després de Salònica (el 1835 tenia 40.000 habitants). La ciutat fou coneguda també com a ciutat dels cònsol perquè fins a 12 cònsols hi van residir de 1878 a 1913.
Hi ha dades demogràfiques oposades en aquest període però sembla que cap grup ètnic o religiós es pot atribuir una majoria absoluta a la població. El 1900 tenia 37.000 habitants i segons el cens otomà del 1911, els grecs eren els majoritaris entre els cristians dels wilayats de la zona (740.000 grecs, 517.000 búlgars i 1.061.000 musulmans entre els wilayats de Selanik o Thessaloniki i el de Manastır), però com que la base del cens otomà era el sistema del millet que assignava etnicitat segons la religió (així tots els sunnites eren classificats com a turcs i tots els ortodoxos com a grecs, tot i que entre ells hi havia molts aromans i macedonis eslaus; la resta eren búlgars, serbis i jueus) les estadístiques no són prou reveladores. El registre otomà de taxes Bedel-I Askeriye de 1873 diu que al wilayat de Manastır hi havia uns 150.000 homes búlgars (caps de família), 40.000 musulmans i només 700 grecs. La població otomana de 1901 incloïa 566.000 eslaus, 363.000 turcs i 260.000 grecs entre els dos wilayats de Thessaloniki i Manastır.
El 1894, Manastır fou connectada amb Selanik per trenain. El primer cinema dels Balcans fou establert pels germans aromans Manakis a Manastır el 1903. En el seu honor cada any es va fer el Manaki Brothers International Film Camera Festival. El congrés de Manastır de 1908 que va definir el modern alfabet albanès, es va fer a la ciutat
La regió de Bitola fou una de les principals places fortes de la revolta d'Ílinden. L'aixacament va començar i es va decidir el 1903 a Tessalònica per l'Organització Revolucionaria Macedònia de l'Interior (ORMI). Gotse Delchev es va oposar a la revolat al·legant que el poble no estava preparat però va ser assassinat el 4 de maig de 1903 prop de Banitza (avui a Grècia). La revolta a la regió fou planejada a la població de Smilevo el maig de 1903. Batalles es van lliurar a Bistrica, Rakovo, Buf, Skocivir, Paralovo, Brod, Novaci, Smilevo, Gjavato, Capari i altres. Smilevo fou defensada per 600 rebels dirigits per Dame Gruev i Georgi Sugarev, i quan foren derrotats els pobles foren cremats.
El 1912, Montenegro, Sèrbia, Bulgària i Grècia van lliurar a l'Imperi Otomà la Primera Guerra dels Balcans. Pel tractat de Bucarest (1913), la regió de Macedònia fou dividida en tres parts entre grecs, serbis i búlgars i Bitola havia de quedar per Bulgària d'acord amb els pactes previs entre Bulgària i Sèrbia. Però l'exèrcit serbi va entrar a la ciutat i va refusar entregar-la a Bulgària. Sota domini serbi la ciutat va començar a perdre importància i la població va començar a minvar i a emigrar cap a Bulgària i cap a Amèrica o Austràlia.
En la I Guerra Mundial Bitola va estar al front de Tessalònica. El 1915 els búlgars van ocupar la ciutat i els serbis es van haver de rendir i fugir per les muntanyes albaneses; els búlgars la van defensar però fou ocupada pels aliats el 1916 que hi van entrar des del sud. Fou dividida en sectors sota autoritat de francesos, russos, italians i serbis sota el comandant francès Maurice Serrail. Situada a la primera línia del front, fou objecte de continuats bombardejos i va acabar destruïda al final de la guerra el 1918.
Després de la guerra fou assignada al Regne dels Serbis, Croats i Eslovens després regne de Iugoslàvia. La ciutat va esdevenir una terra de frontera de la que el govern es va ocupar poc i va tornar a continuar amb la decadència iniciada el 1912 junt amb el declinar general de tota la Vardarska Banovina, o província del Vàrdar, que fou una de les més retardades i pobres del país.
A la Segona Guerra Mundial (1941–1945), els alemanys i després els búlgars van ocupar la ciutat. El setembre de 1944, Bulgària va canviar de bàndol i es va retirar de Iugoslàvia i Bitola fou alliberada pels partisans de Tito el 4 de novembre de 1944 (la VII brigada d'alliberament macedònia). Al final de la guerra un estat macedoni es va establir per primer cop a la història, dins de Iugoslàvia. El 1945, el primer Gymnasium (de nom "Josip Broz Tito") que va utilitzar la llengua macedònia, fou obert a Bitola. Encara que es va postular com a capital, Tito va optar per Skopje, l'altra gran ciutat del país, al nord. Bitola va restar el segon centre econòmic del país i la seva capital intel·lectual i universitària. Encara compta amb deu cònsols. Després de 1991 va quedar dins la república independent de Macedònia del Nord.

## Agermanaments
La ciutat de Bitola està agermanada amb :
- Austràlia, Rockdale
- Bulgària, Pleven
- Rússia, Puixkin
- França, Épinal
- Turquia, Bursa
- Eslovènia, Kranj
- Ucraïna, Krementxuk
- Alemanya, Kaiserslautern
- Montenegro, Herceg Novi
- Suècia, Trelleborg
- Sèrbia, Stari Grad
- Sèrbia, Požarevac
- Grècia, Edessa
- Grècia, Kozani
- Albània, Korçë
- Croàcia, Rijeka

## Galeria

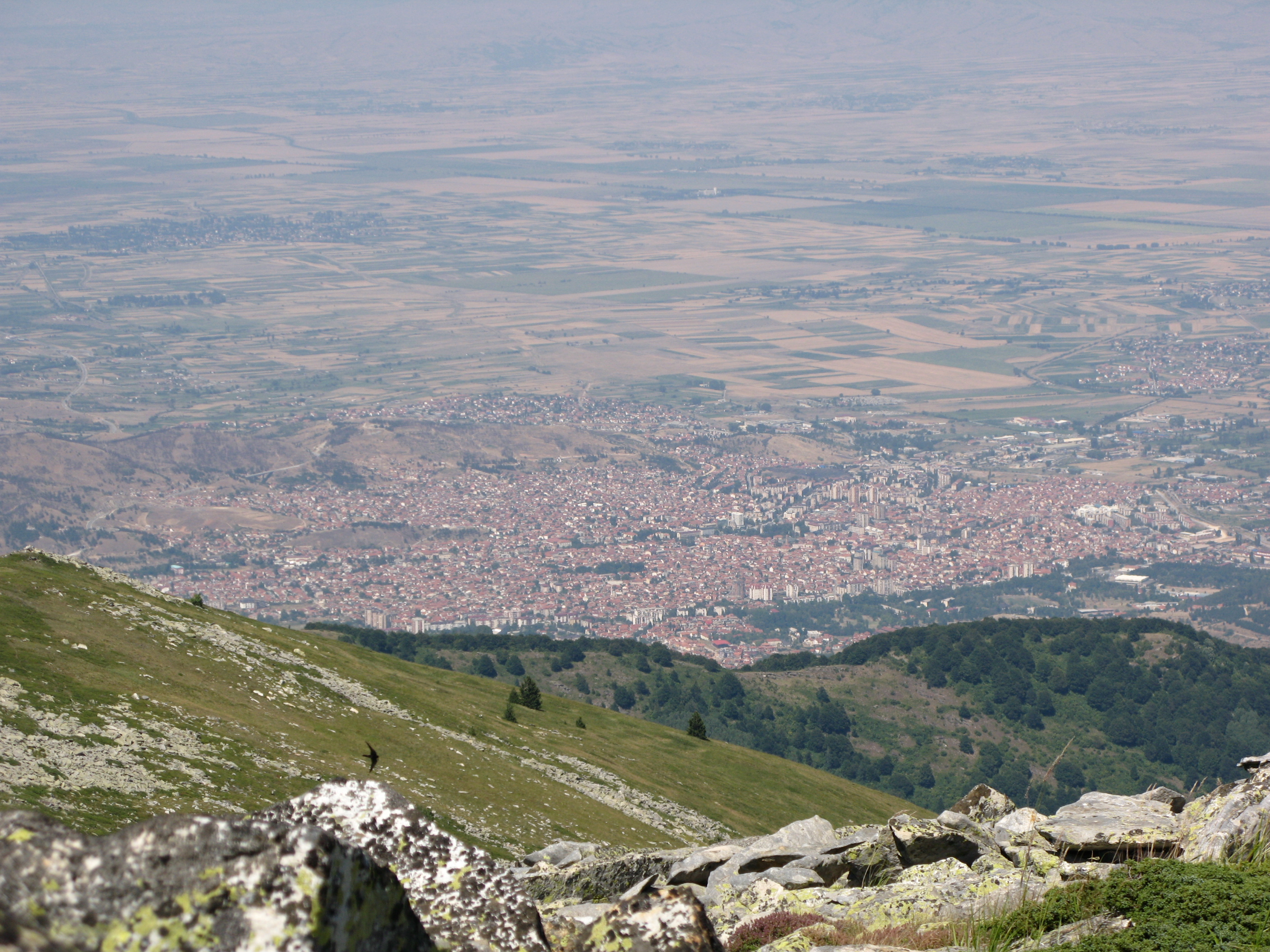
Bitola des de la muntanya Baba
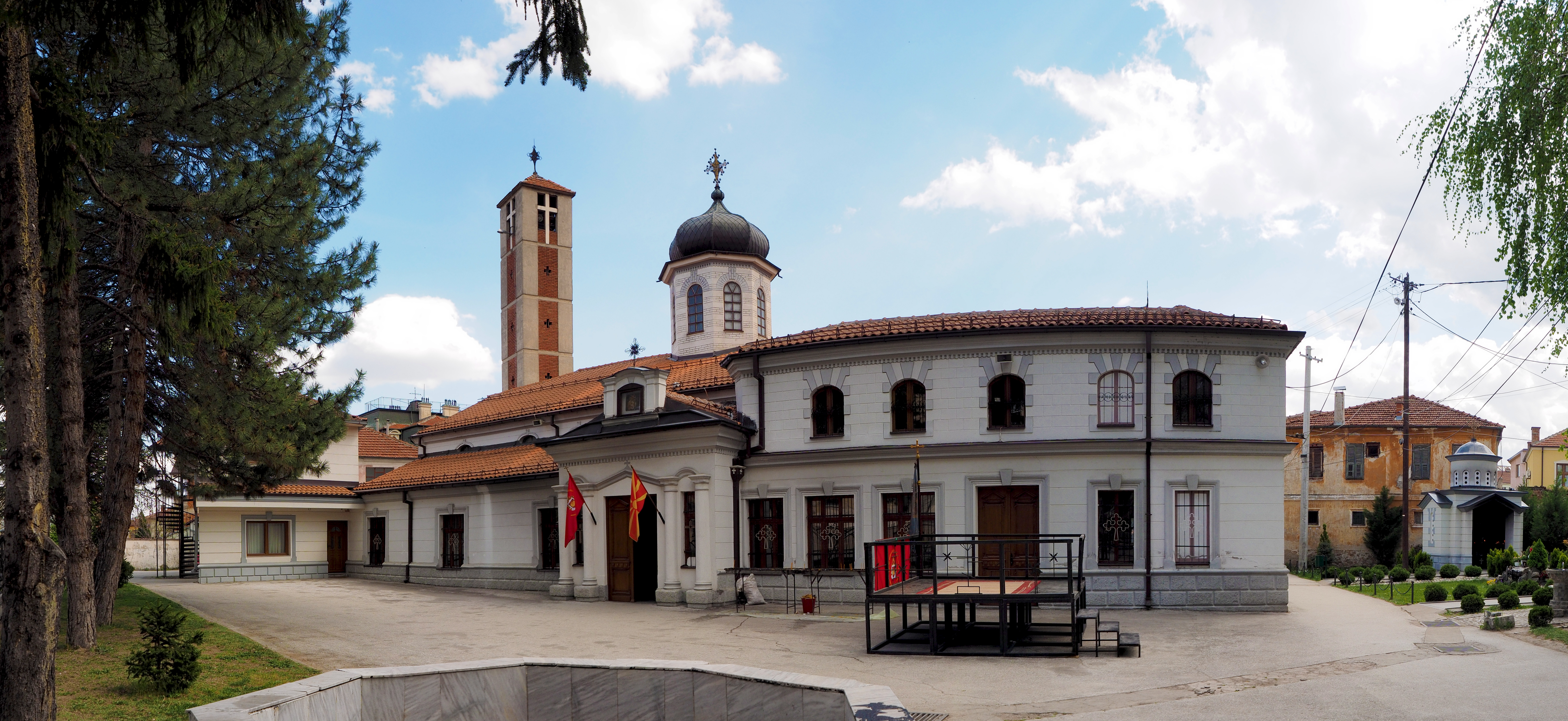
Església de la Mare de Déu
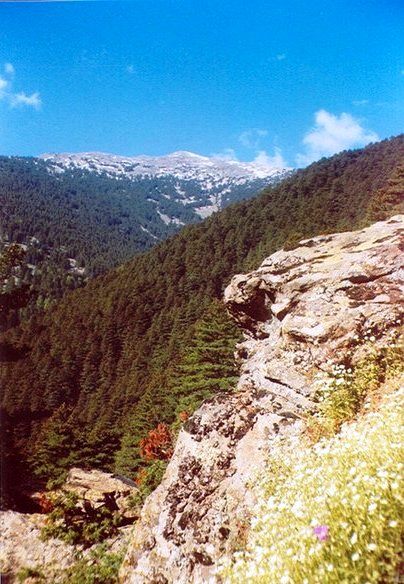
Parc Nacional del Pelister
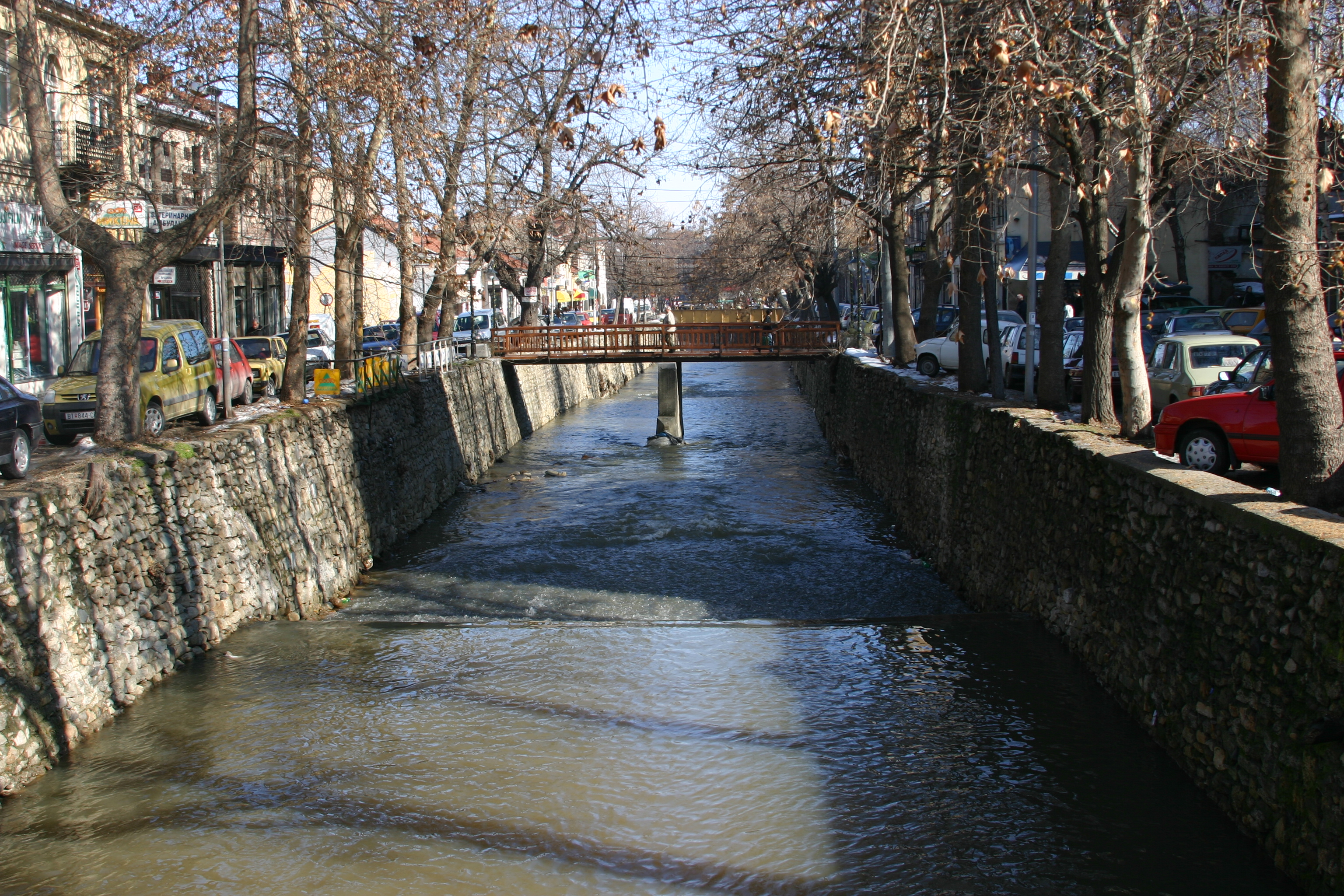
Riu Dragor i pont per a vianants
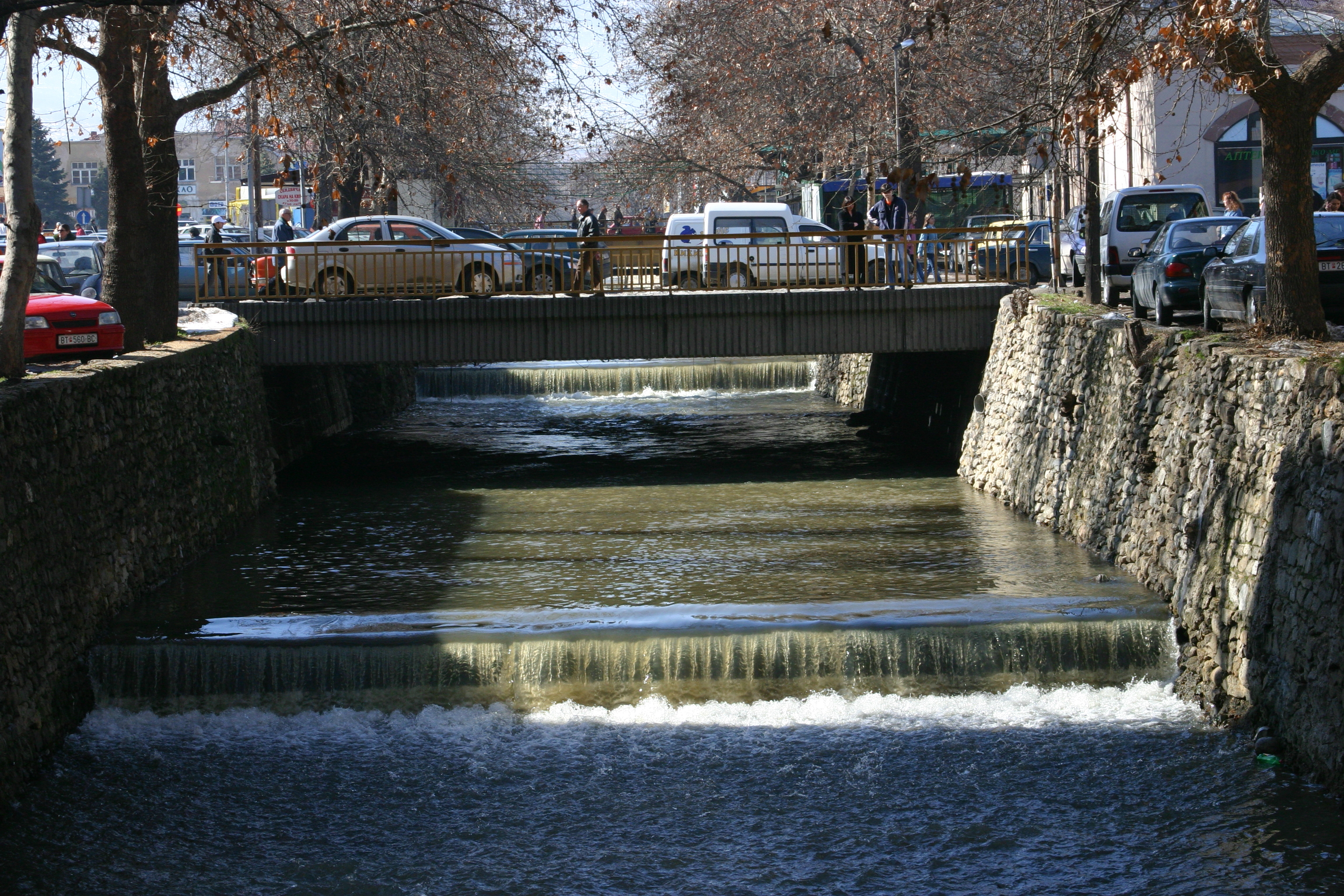
Riu Dragor i pont per a vehicles
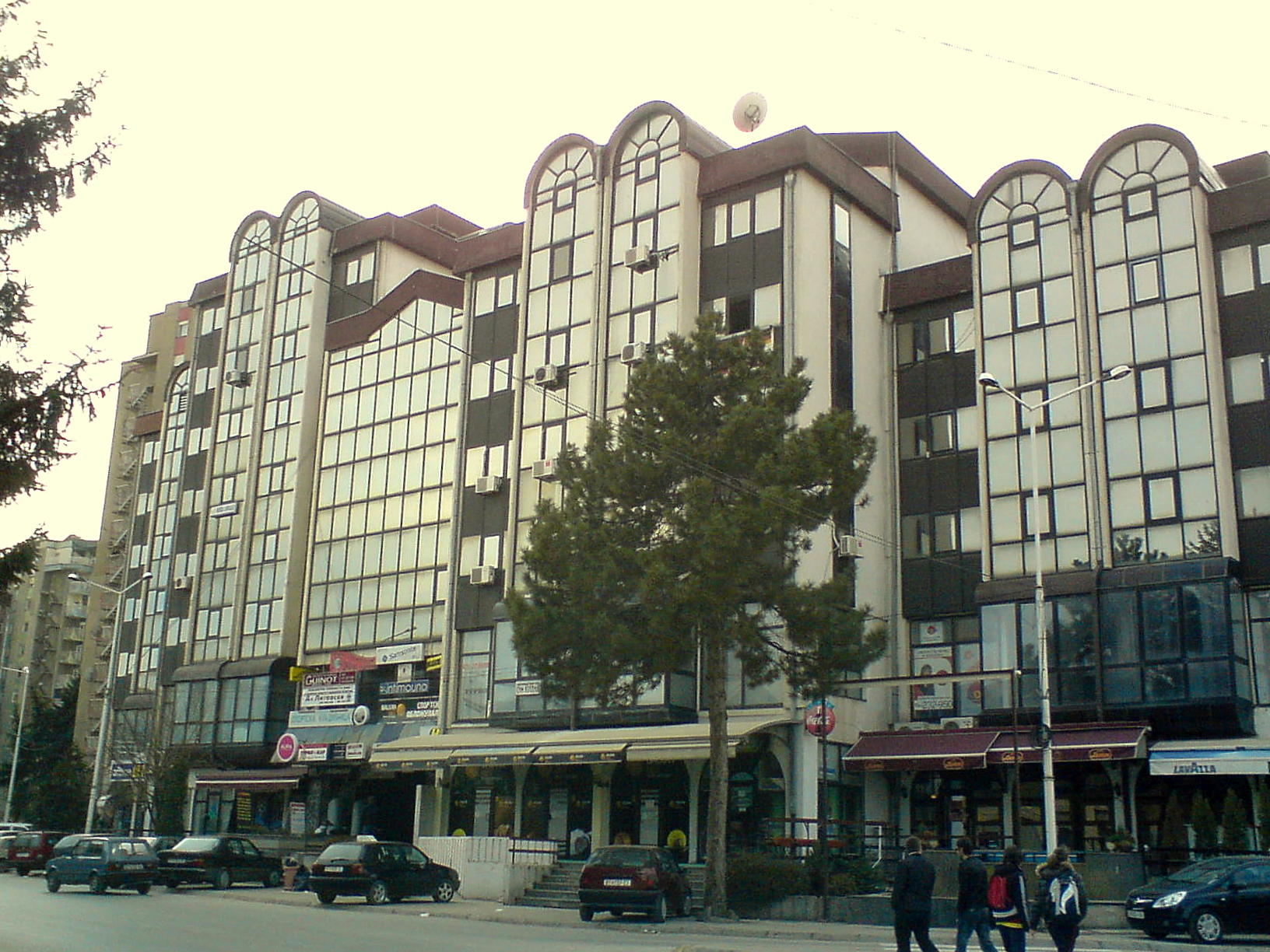
Edifici Pelagonka 2
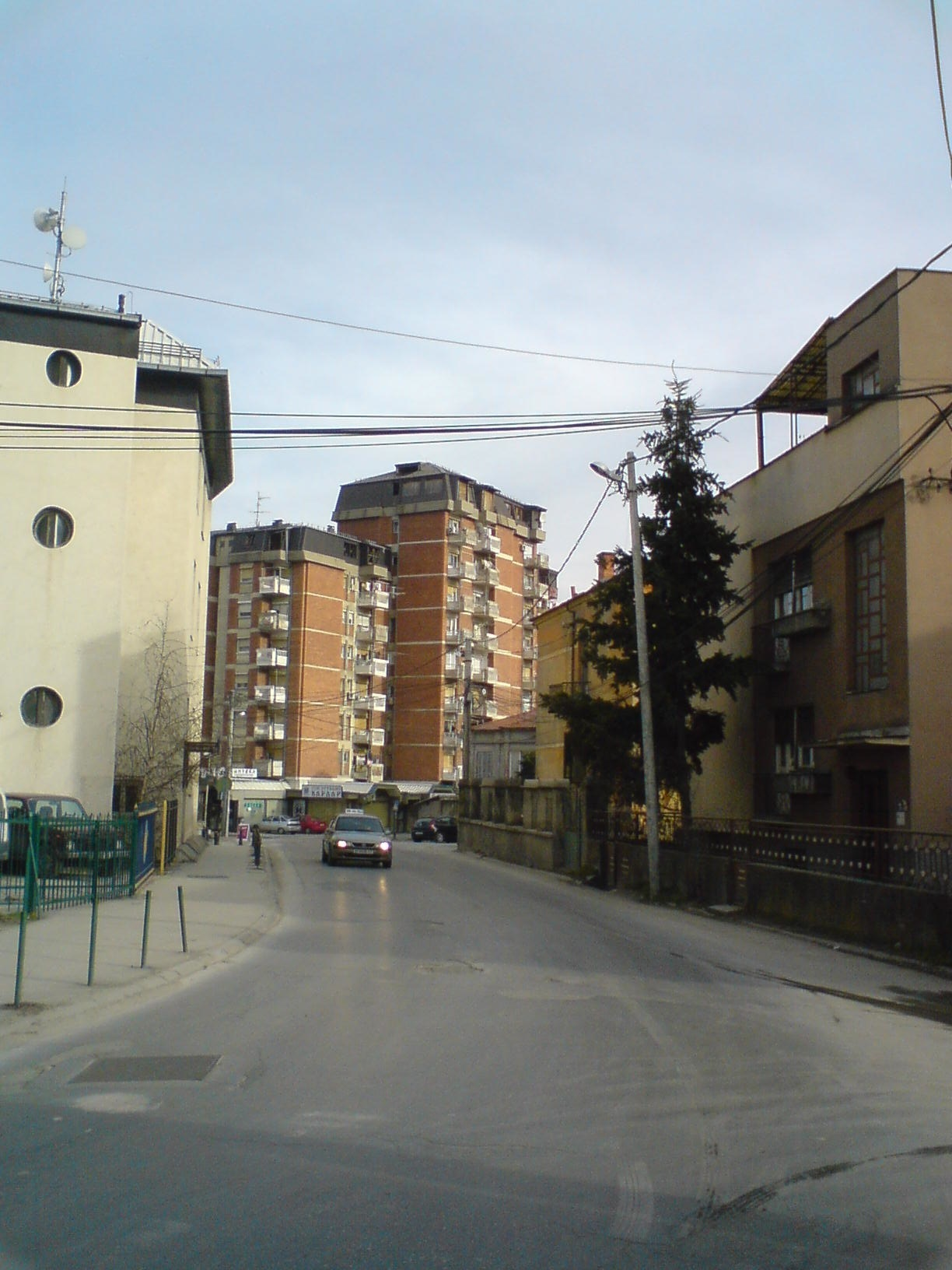
Edifici Grozd
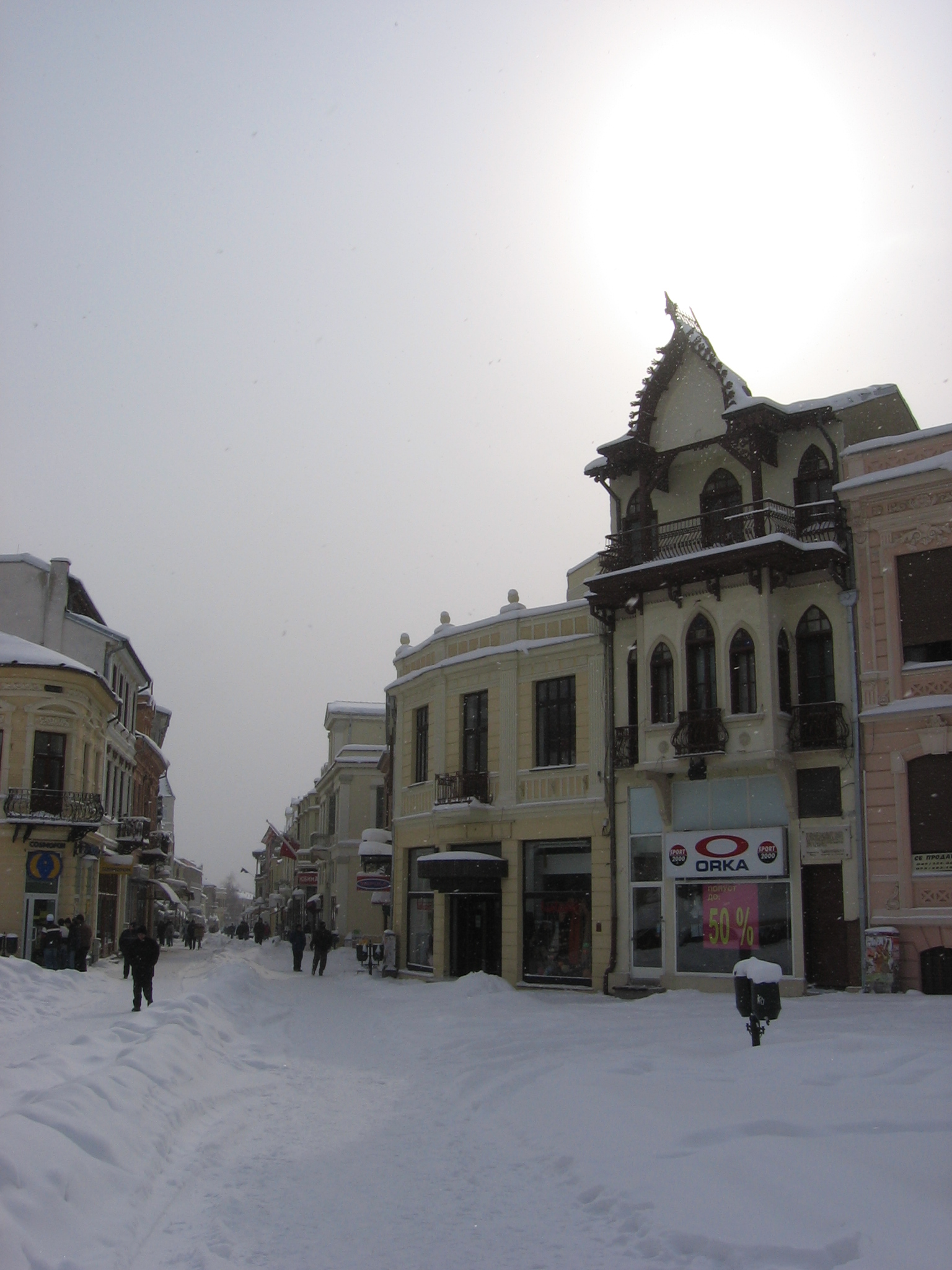
Bitola a l'hivern (gener de 2006)
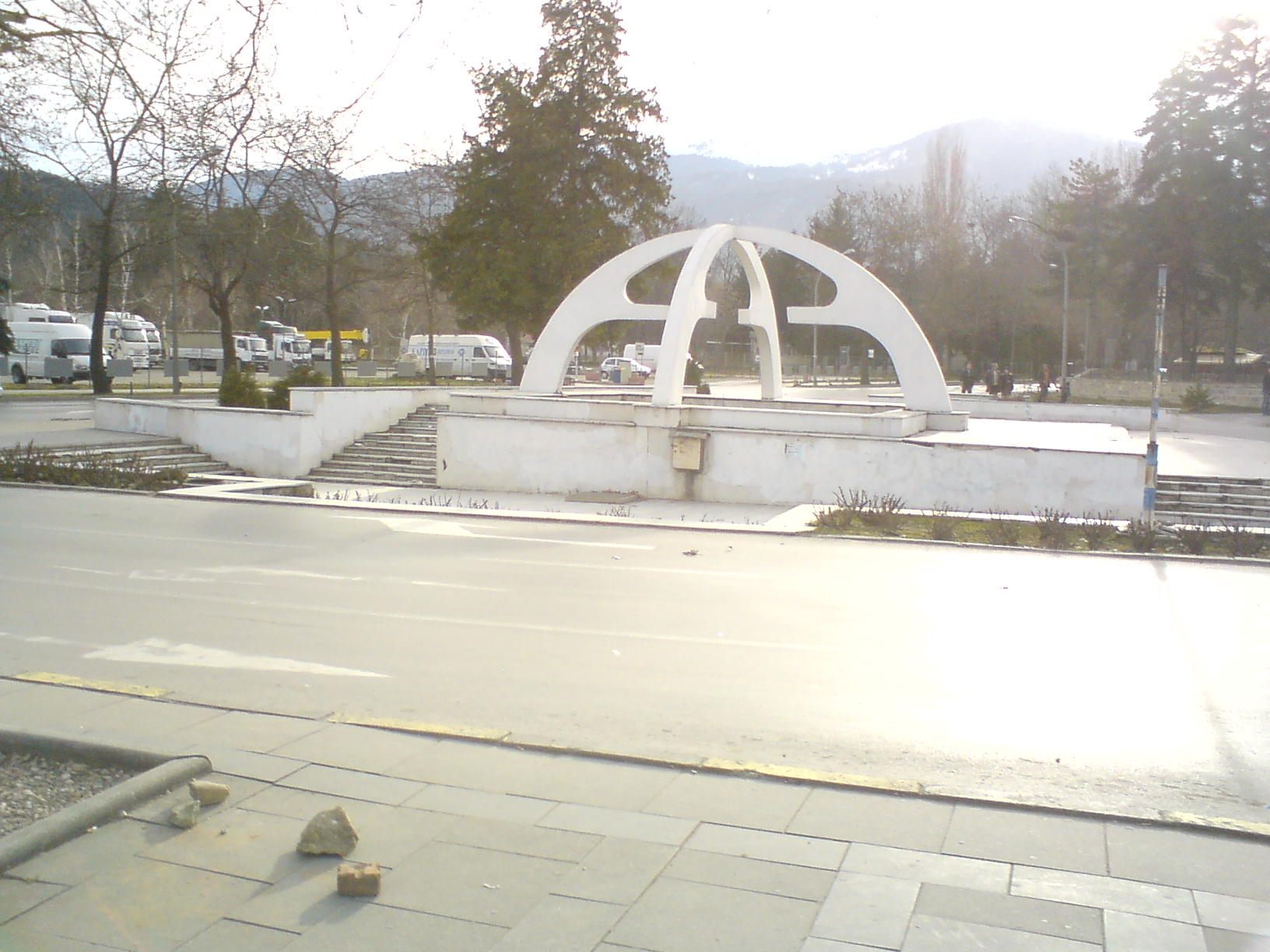
La font de davant del museu de la ciutat
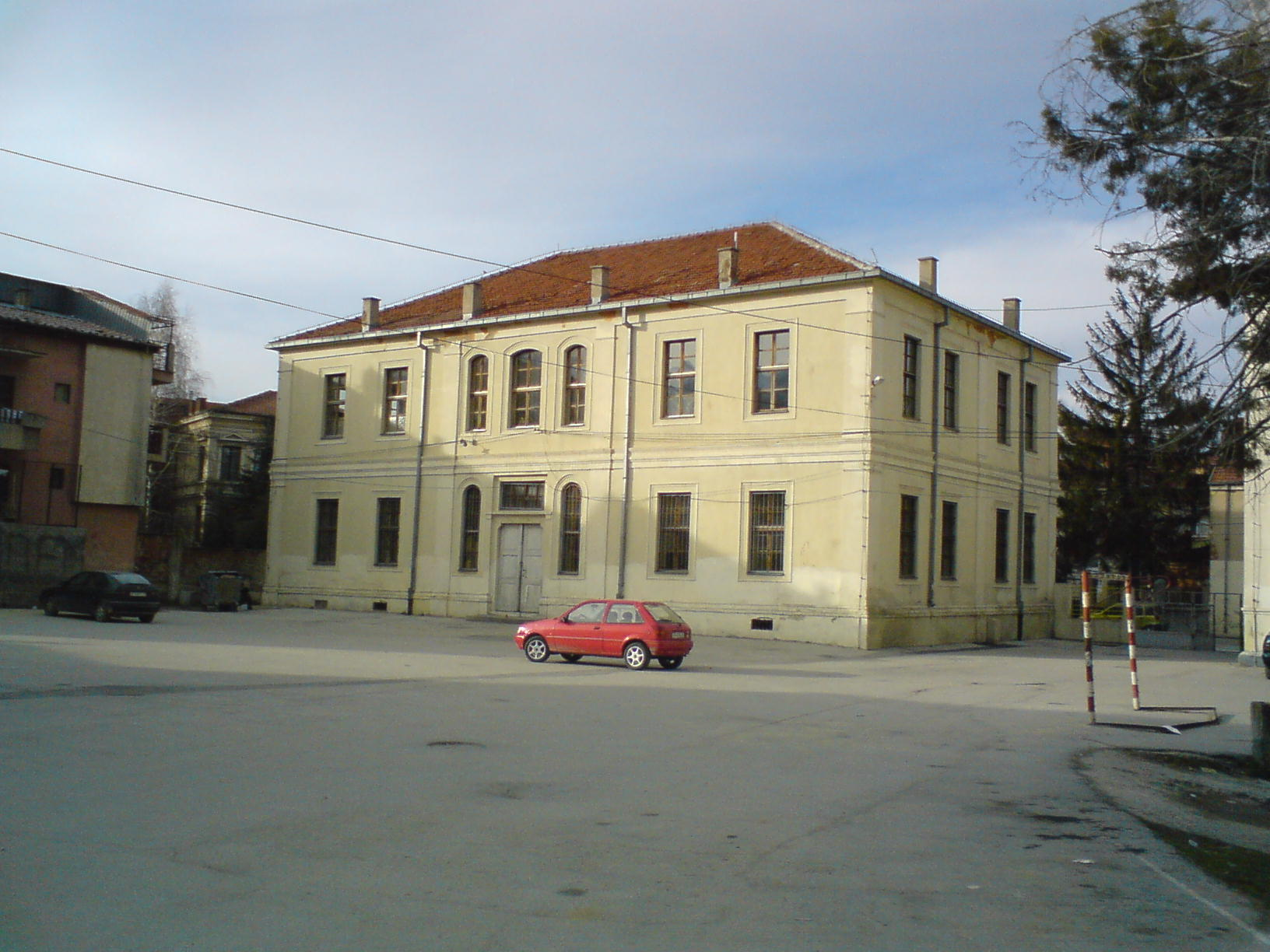
Escola Goce Delčev
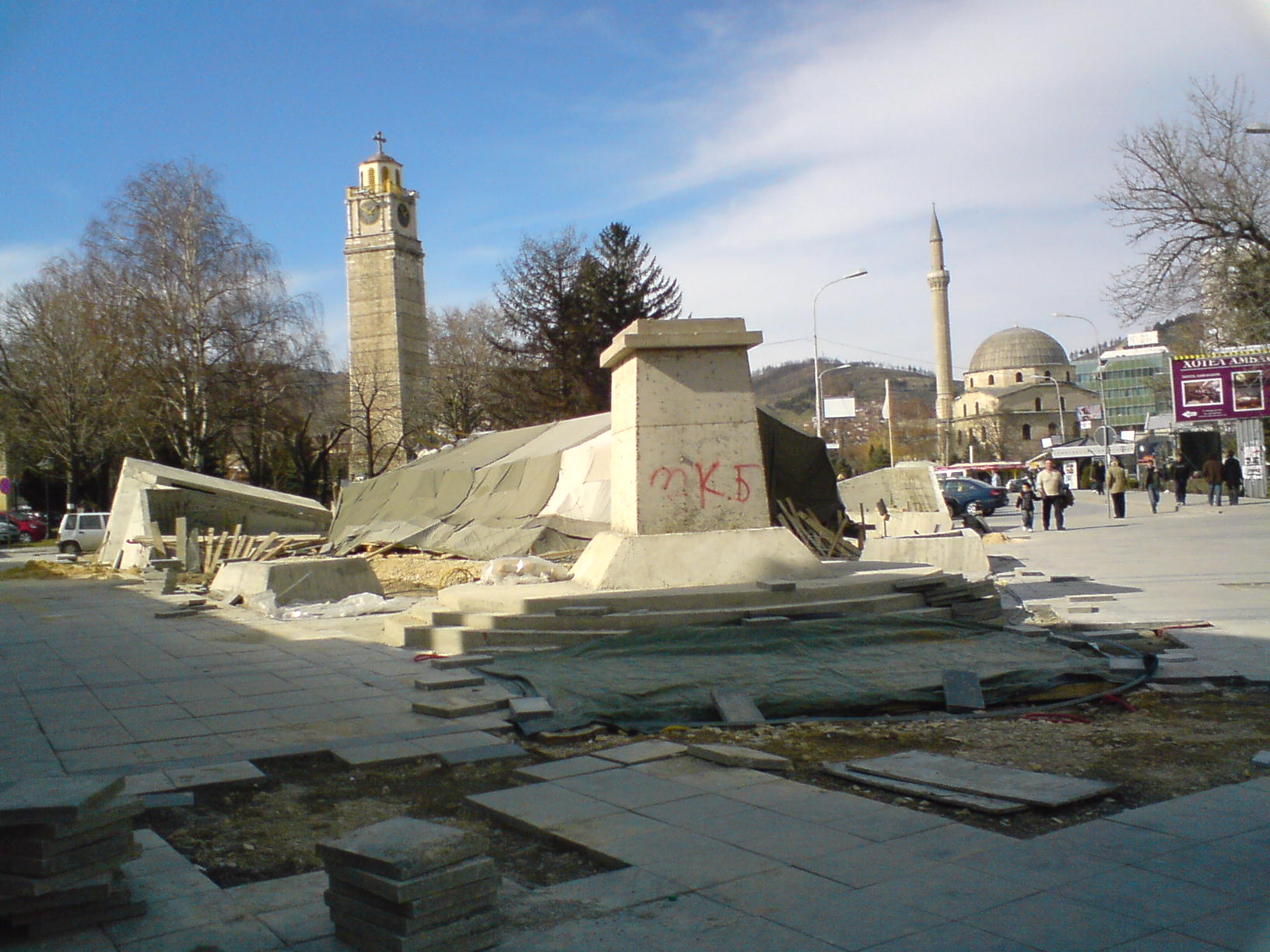
Estàtua de Felip II de Macedònia, amb la torre del rellotge i la mesquita d'Isak al fons
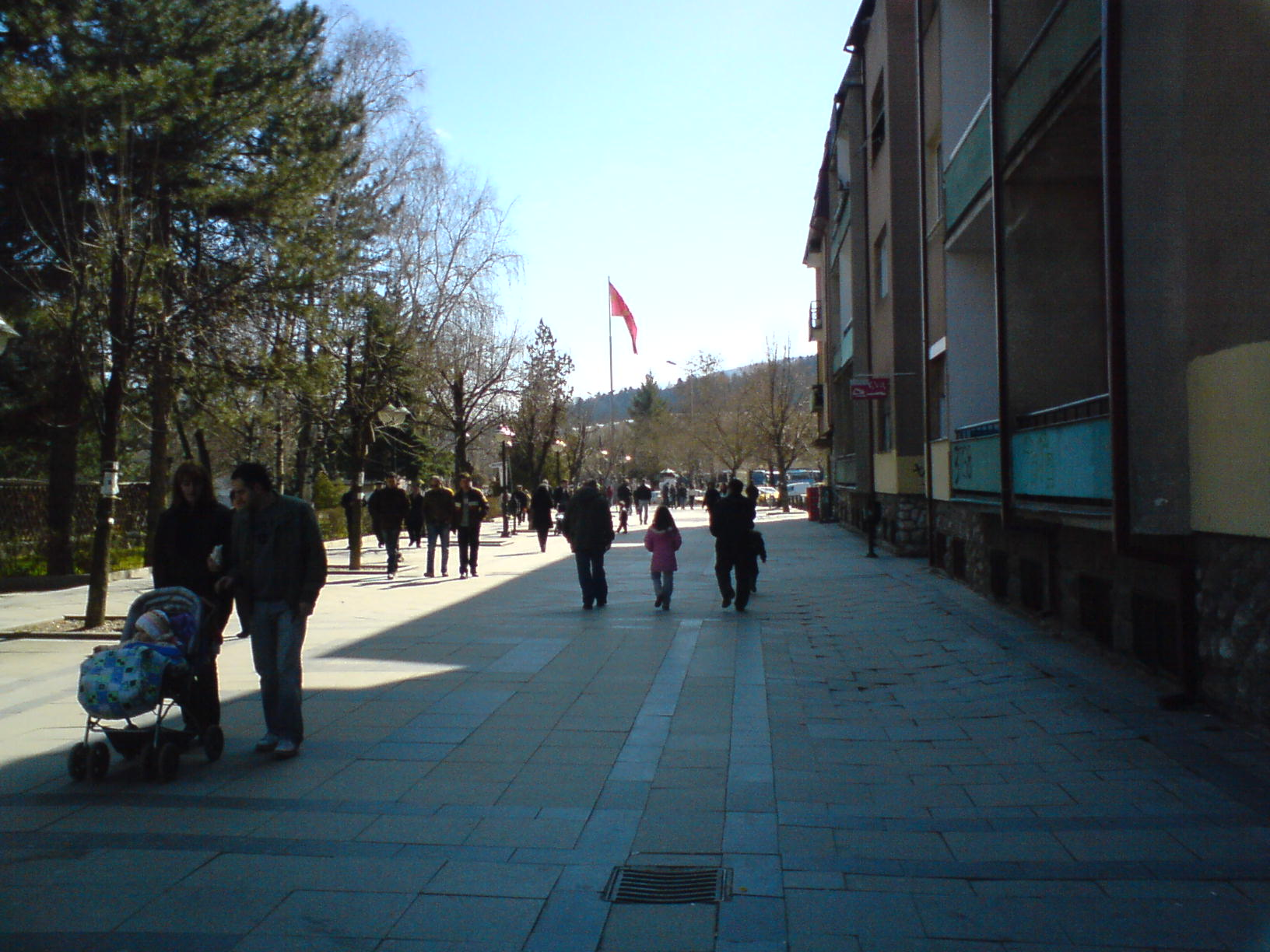
Širok Sokak, el carrer Major, amb el pal per a la bandera al fons
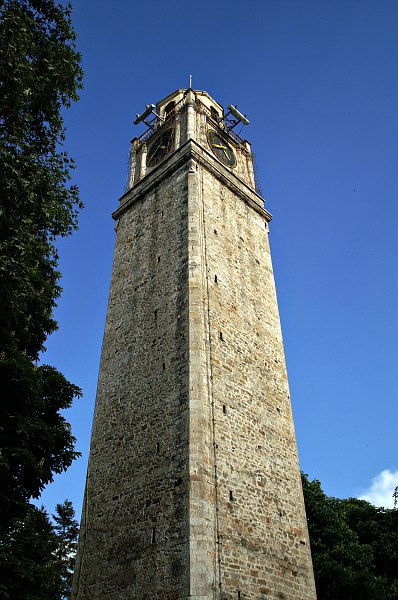
Torre del rellotge
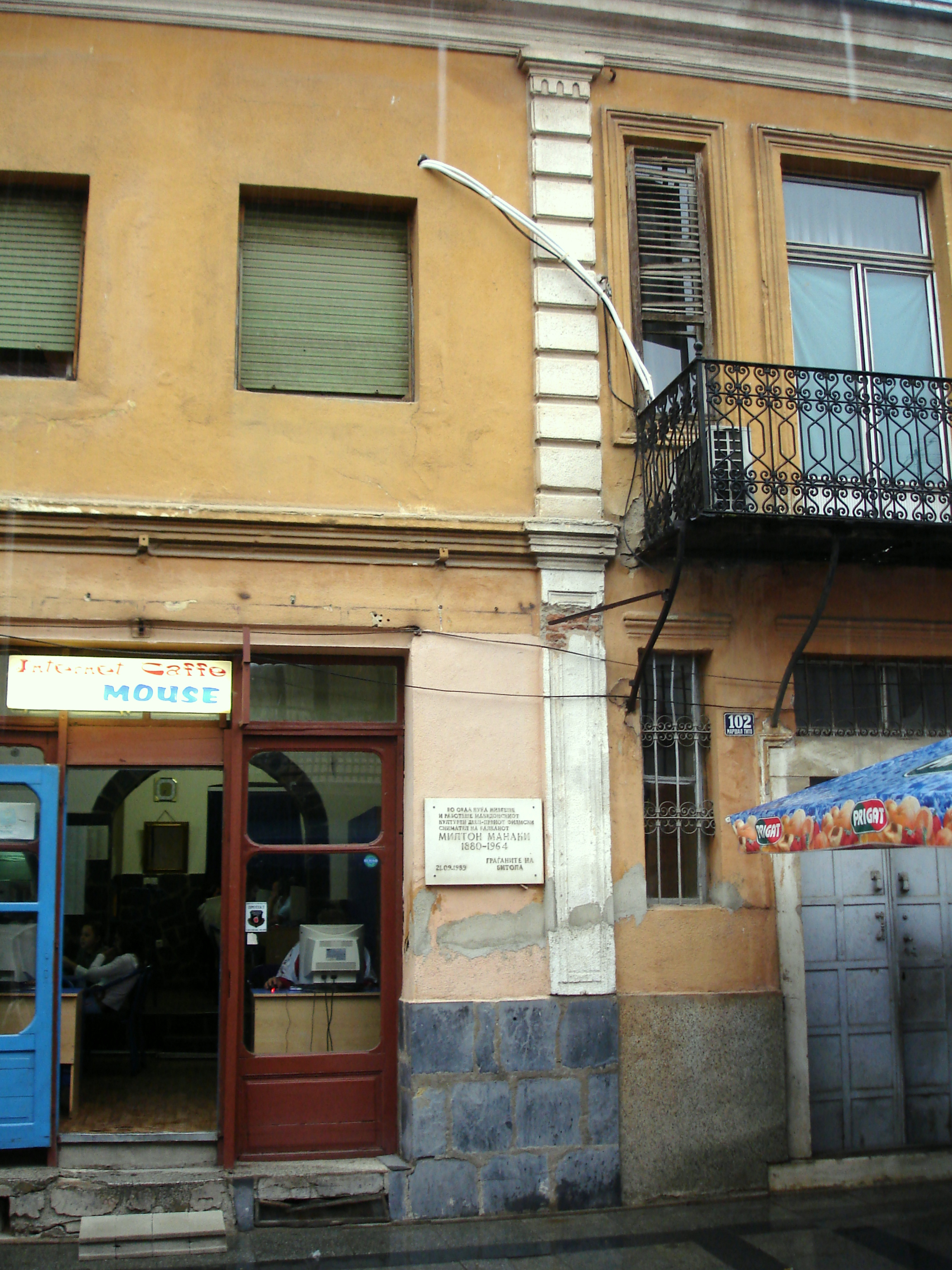
Casa dels germans Manaki